# Niedermennig
Niedermennig ist ein Ortsteil der Stadt Konz im Landkreis Trier-Saarburg in Rheinland-Pfalz.

## Geographie
Der Ort liegt etwa vier Kilometer südöstlich der Konzer Kernstadt am Eingang des Konzer Tälchens, ein trockengefallener ehemaliger Altarm der Urmosel. Durch den Stadtteil fließt der Niedermenniger Bach, der in Konz die westlich vorbeiströmende Saar kurz vor ihrer Mündung in die nördlich verlaufende Mosel erreicht.
Zu Niedermennig gehört auch der Wohnplatz Falkenstein.
Nachbarorte sind neben der Konzer Kernstadt die Stadtteile Obermennig und Krettnach im Südosten, Kommlingen im Südwesten, sowie der Trierer Ortsbezirk Feyen/Weismark im Norden.

## Geschichte
Die erste Erwähnung von Niedermennig erfolgte im Jahr 1329 als Menga (wohl zusammen mit dem nahen Obermennig), 1360 findet sich die Schreibweise Niedermennich. Die Abtei Mettlach verfügte über umfangreichen Grundbesitz im kleinen Ort (verzeichnet sind 1563 sieben, 1684 drei Feuerstellen, 1787 dann 75 Einwohner).
Die Inbesitznahme des Linken Rheinufers durch französische Revolutionstruppen beendete die alte Ordnung. Der Ort wurde von 1798 bis 1814 Teil der Französischen Republik (bis 1804) und anschließend des Französischen Kaiserreichs, zugeordnet dem Kanton Konz des Arrondissements Trier im Saardepartement. Nach der Niederlage Napoleons kam die Gemeinde 1815 aufgrund der auf dem Wiener Kongress getroffenen Vereinbarungen zum Königreich Preußen. Der Ort wurde der Bürgermeisterei Konz im Landkreis Trier des Regierungsbezirks Trier zugeordnet, die 1822 Teil der neu gebildeten Rheinprovinz wurden.
Die an einem Stauteich des Niedermenniger Bachs gelegene Ölmühle wurde 1849 errichtet und war – mit einer Unterbrechung – bis in die 1960er Jahre in Betrieb. Danach drohte der Verfall, bis sich die Stadt Konz und der Heimat- und Verkehrsverein Tälchen ab 1990 um eine Restaurierung bemühten und sie wieder in ihren ursprünglichen Zustand versetzten.

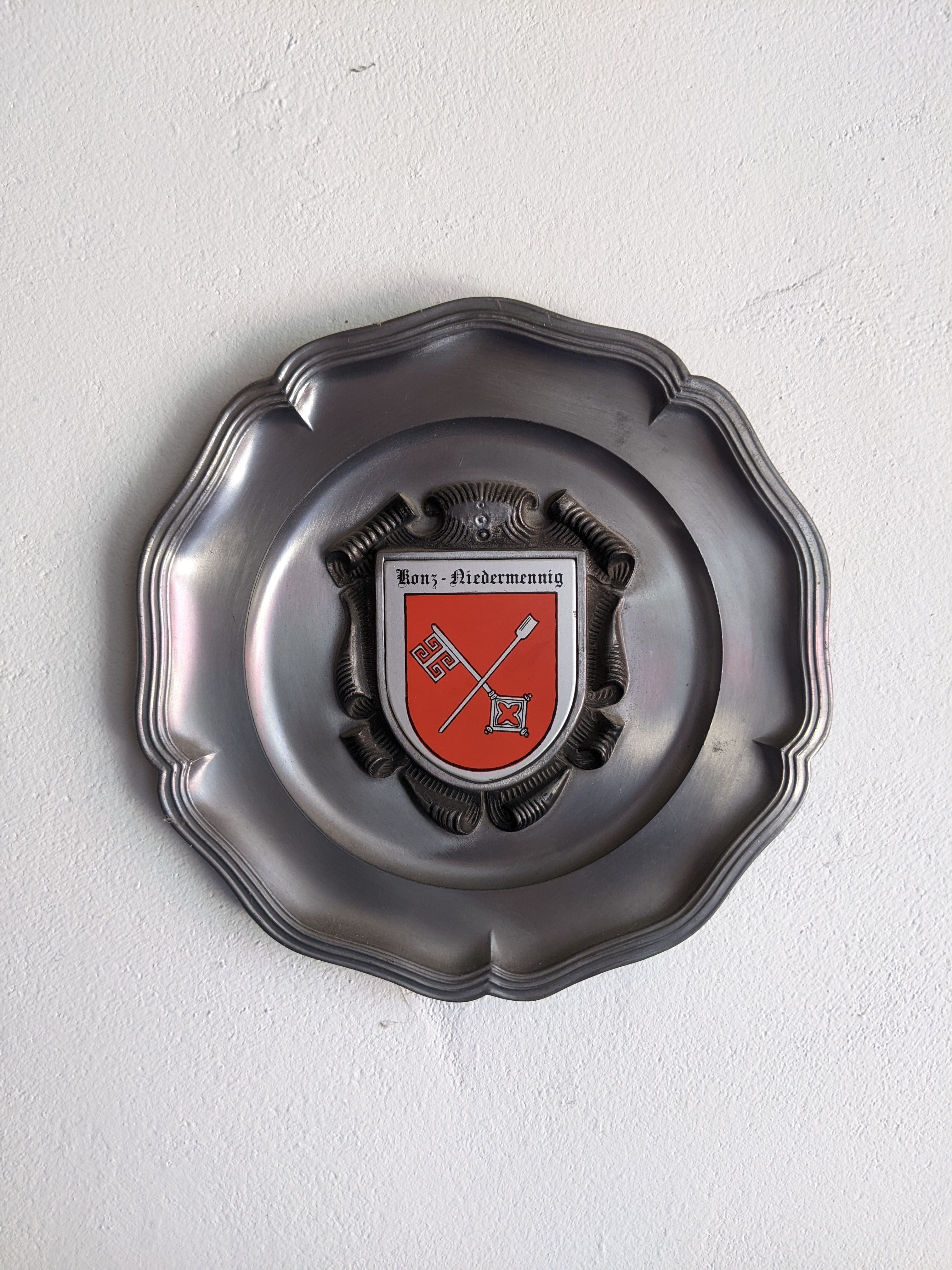
Zinnteller mit Wappen

Als Folge des Ersten Weltkriegs gehörte die gesamte Region zum französischen Teil der Alliierten Rheinlandbesetzung. Nach dem Zweiten Weltkrieg gehörte Niedermennig zu den Gemeinden der französischen Besatzungszone, die im Februar 1946 an das Saarland angeschlossen wurden, im Juni 1947 aber auch zu den Orten des Landkreises Saarburg, die wieder zurückgegliedert und Teil des damals neu gebildeten Landes Rheinland-Pfalz wurden.
Am 7. Juni 1969 wurde im Zuge der Verwaltungsreform in Rheinland-Pfalz durch Zusammenlegung von Krettnach und Niedermennig die Gemeinde Mennig neu gebildet. Am 7. November 1970 wurde Mennig in die Stadt Konz eingemeindet.

## Politik

### Ortsbezirk
Niedermennig bildet zusammen mit Obermennig und Krettnach gemäß Hauptsatzung einen von fünf Ortsbezirken der Stadt Konz. Der Ortsbezirk umfasst die Gebiete der drei früheren Gemeinden. Die Interessen des Ortsbezirks werden durch einen Ortsbeirat und durch einen Ortsvorsteher vertreten.

### Ortsbeirat
Der Ortsbeirat besteht aus 15 Mitgliedern, die bei der Kommunalwahl am 9. Juni 2024 in einer personalisierten Verhältniswahl gewählt wurden, und dem ehrenamtlichen Ortsvorsteher als Vorsitzendem.
Die Sitzverteilung im Ortsbeirat:
| Wahl | SPD | CDU | FDP | FWG (*) | Gesamt   |
| ---- | --- | --- | --- | ------- | -------- |
| 2024 | 2   | 6   | –   | 7       | 15 Sitze |
| 2019 | 3   | 4   | –   | 8       | 15 Sitze |
| 2014 | 2   | 5   | –   | 8       | 15 Sitze |
| 2009 | 2   | 5   | 0   | 8       | 15 Sitze |
| 2004 | 2   | 6   | –   | 7       | 15 Sitze |

### Ortsvorsteher

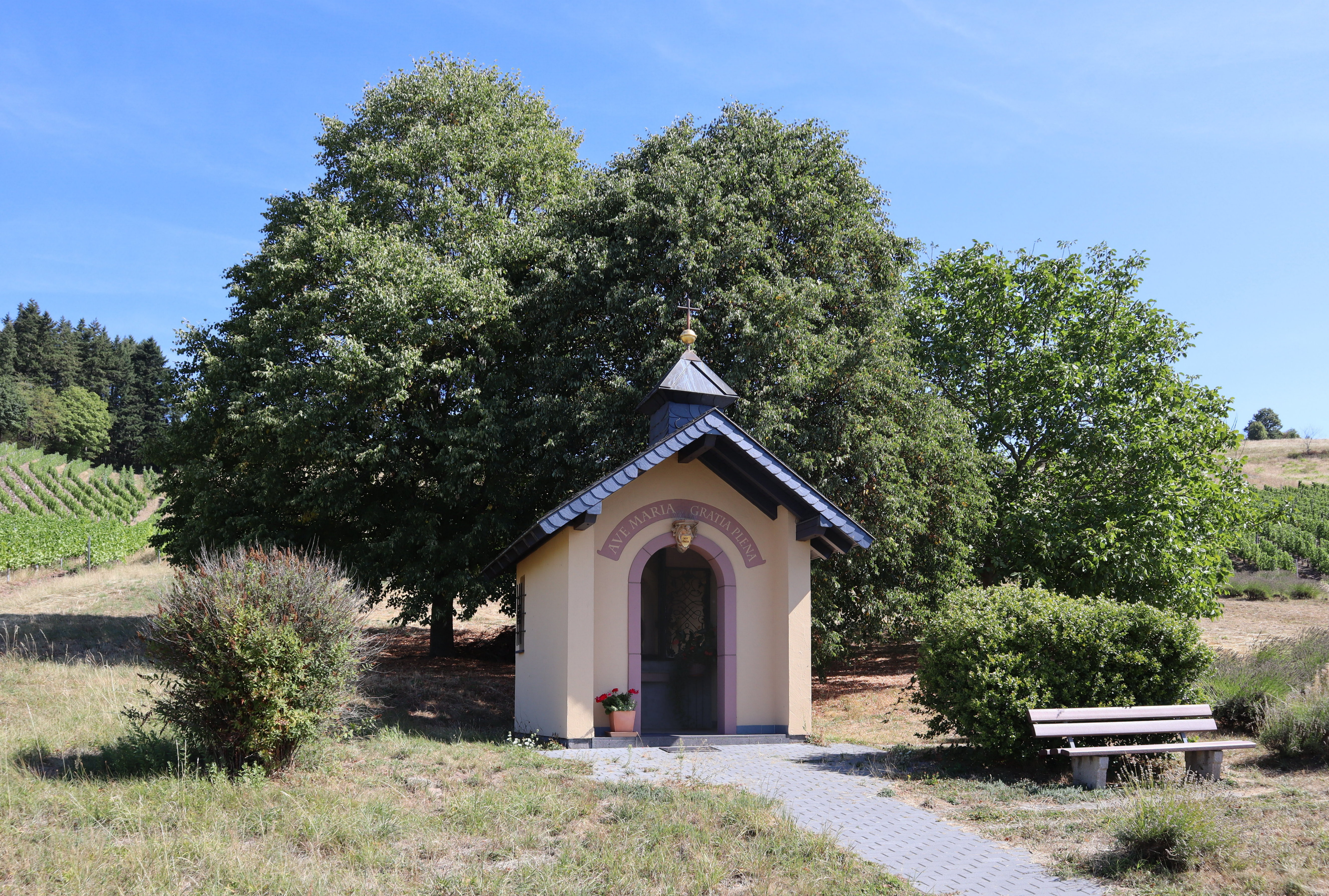
Weinbergskapelle nordöstlich des Ortes

Dieter Klever (FWG) wurde 2004 Ortsvorsteher im Konzer Tälchen (Niedermennig-Obermennig-Krettnach). Bei der Direktwahl am 9. Juni 2024 wurde er mit einem Stimmenanteil von 58,0 % für weitere fünf Jahre in seinem Amt bestätigt.

## Sehenswürdigkeiten
In der Liste der Kulturdenkmäler in Konz sind für Niedermennig eine Denkmalzone und drei Einzeldenkmäler aufgeführt.

## Wirtschaft und Infrastruktur

### Weinbau
Der Ort ist durch den Weinbau geprägt. Der am Unterlauf der Saar erzeugte Saarwein zählt zum Weinanbaugebiet Mosel.

### Verkehr
Der Ort liegt an der Landesstraße 138. Im Ort zweigt die Kreisstraße 135 ab, die zur Kreisgrenze und nachfolgend zur weiter östlich verlaufenden B 268 führt.